# Iulotrichia decursaria
Iulotrichia decursaria là một loài bướm đêm trong họ Geometridae.